# Еникеев, Пётр Николаевич
Петр Николаевич Еникеев (1898—1974) — советский геолог, лауреат Ленинской премии. 

## Биография
Окончил Азербайджанский политехнический институт (1932).
В 1957—1970 гг. — геолог Министерства геологии и земельных ресурсов СССР, работавший в Средней Азии и Казахстане. В 1960 году — главный геолог отдела нефти и газа МГОН СССР.
Удостоен Ленинской премии в составе коллектива за открытие и разведку крупнейшего в СССР Газлинского месторождения природного газа.
С 1970 года — пенсионер.
При его непосредственном участии в восточных районах Казахской ССР были обнаружены 13 нефтяных и газовых месторождений. В течение 1957—1970 гг. принимал участие в научных исследованиях на территории и активное участие в производственных работах.
Похоронен на Введенском кладбище (25 уч.).

## Награды
Награждён орденами Ленина, Трудового Красного Знамени, медалями.